# Pandora's Piñata
Albums de Diablo Swing Orchestra
Sing Along Songs for the Damned & Delirious
(2009) Pacifisticuffs
(2017)
Pandora's Piñata est le troisième album du groupe de metal avant-gardiste suédois Diablo Swing Orchestra, publié le 14 mai 2012 en Europe par Candlelight Records et le 22 mai 2012 en Amérique du Nord par Sensory Records.

## Liste des chansons
Toute la musique est composée par Diablo Swing Orchestra.
| No  | Titre                            | Durée |
| --- | -------------------------------- | ----- |
| 1.  | Voodoo Mon Amour                 | 4:31  |
| 2.  | Guerrilla Laments                | 4:55  |
| 3.  | Kevlar Sweethearts               | 4:24  |
| 4.  | How to Organize a Lynch Mob      | 0:53  |
| 5.  | Black Box Messiah                | 2:57  |
| 6.  | Exit Strategy of a Wrecking Ball | 6:01  |
| 7.  | Aurora                           | 5:05  |
| 8.  | Mass Rapture                     | 6:03  |
| 9.  | Honey Trap Aftermath             | 4:15  |
| 10. | Of Kali Ma Calibre               | 4:25  |
| 11. | Justice for Saint Mary           | 8:17  |